# Pseudochactas mischi
Pseudochactas mischi – gatunek skorpiona z rodziny Pseudochactidae.
Gatunek ten opisany został w 2012 roku przez Michaela Soleglada, Františka Kovaříka i Victora Feta na podstawie 26 okazów. Epitet gatunkowy nadano na cześć Michaela Mischa, który odłowił holotyp.
Skorpion opisany wyłącznie w oparciu o holotypową samicę. Ma ona 18 mm długości i jasnożółtawopomarańczową barwę z jasnorudymi palcami szczypiec. W odróżnieniu od podobnego P. ovchinnikovi pozbawiona jest nakrapiania. Karapaks ma prawie kwadratowy, ale szerszy niż dłuższy, z parą oczu bocznych i parą oczu środkowych, położoną za środkiem długości. Nogogłaszczki są tęgie z krótkimi palcami szczypiec, na których występuje po siedem skośnych zębów środkowych. Odnóża kroczne dwóch ostatnich par mają ostrogi na goleniach. Sternum jest duże z szerokim wgłębieniem z tyłu. Zaodwłok ma segmenty I–III szersze niż dłuższe, a V ponad dwukrotnie dłuższy niż szerszy. Telson charakteryzuje szeroki vesiculus z granulkami, które na jego granicy z kolcem jadowym tworzą wyniesione listewki.
Pajęczak znany tylko z południowo-środkowego Afganistanu.